# Schlachtgeschwader 102
Schlachtgeschwader 102 (dobesedno slovensko: Bojni polk 102; kratica SG 102 oz. SchlG 102) je bil jurišni letalski polk (Geschwader) v sestavi nemške Luftwaffe med drugo svetovno vojno; to je bila šolska enota, namenjena za usposabljanje novih pilotov.

## Organizacija
- štab
- I. skupina
- II. skupina

## Vodstvo polka
Poveljniki polka (Geschwaderkommodore)
- Major Bernhard Hamester: 28. oktober 1943
- Major Karl Henze: 15. november 1944